# Claude Njiké-Bergeret
Pour les articles homonymes, voir Bergeret.
Claude Njiké-Bergeret (née en août 1943 à Douala, au Cameroun) est une fille de missionnaires protestants établis au Cameroun : Yvette et Charles Bergeret. Enseignante de profession, elle deviendra reine bangangté (veuve du roi Bangangté Francois Njiké Pokam). Elle est auteure francophone camerounaise avec trois ouvrages aux Éditions JC Lattès puis paysanne et organisatrice communautaire au Noun dans une exploitation agricole écologique qui se veut durable.

## Biographie

### Enfance à Bangangté
Claude naît dans une famille de missionnaires chrétiens français détachés au Cameroun.
Son grand père, Étienne Bergeret, était missionnaire protestant en Nouvelle-Calédonie. Étienne fut envoyé au Cameroun entre 1917 et 1923,, au Cameroun par la Société de Mission de Paris en compagnie d'Élie Allégret, André Oechsner de Coninck et Frank Christol pour aider les pasteurs locaux à s'organiser.
Ses parents, Charles Bergeret – devenu pasteur comme son père – et Yvette Guiton, assistante sociale, se marient en 1937 et sont affectés au Cameroun.
Cadette de Jean-Pierre, né en 1938, Claude naît en août 1943 à Douala à l’hôpital Allemand.
En 1939, le Cameroun est la première colonie française d'Afrique à se rallier, le 22 août 1940, à la France libre et à de Gaulle. Charles Bergeret est mobilisé peu après comme aumônier et participe à la campagne d'Allemagne via l’Algérie, la Provence, Paris et Strasbourg.
Claude a 3 ans en 1946 quand arrive Mireille sa sœur. Les Bergeret, après la guerre, repartent pour le Cameroun. Ils sont affectés à Bangangté où Charles Bergeret doit remplacer le pasteur Paul Dieterlé qui y avait fondé, six ans auparavant, la mission de Mfetom; sur les terres données par le chef Njike II.
Ils fondent l'école publique de Fetom, à l'époque réservée aux filles. Claude y passe ses années d’école primaire et y grandit avec les autochtones de l'internat, sans sur-protection, y a ses amies et elle apprend le Medumba, qui est la langue locale de la chefferie Bangangté.

### Vie en France
En 1956, à ses 13 ans, Claude retourne en France avec ses parents. Charles prend un poste à Pons, dans le département de la Charente Maritime, où Claude va au lycée avant de poursuivre des études de géographie à Aix-en-Provence. Elle épouse un Français dont elle a deux enfants, Serge (1966) et Laurent (1968).
À Aix-en-Provence, elle participe activement au mouvement des étudiants de mai 68.

### Deuxième retour au Cameroun
Après son divorce en 1972, elle décide de retourner au Cameroun. En 1974 elle signe un contrat avec la même société missionnaire que ses parents pour travailler comme enseignante au Cameroun. Elle réussit à reprendre le poste de ses parents à la direction de l'école de Mfetom et sera vite très impliquée dans la société locale. En 1978 elle épouse le chef Bangangté Francois Njiké Pokam (né le 13 juillet 1946 et mort le 7 décembre 1987), qui vit alors en polygamie avec environ une trentaine de femmes, ce qui est perçu comme un scandale dans la société européenne locale. Avec lui, elle aura deux autres enfants (Sophia 1978, Rudolf 1980). Après la mort de son deuxième mari, elle se lance dans l'exploitation d'une petite ferme afin de vivre une vie de fermière africaine.
Elle y a gagné une renommée locale sous le nom de la Reine blanche. Selon ses propres mots, le mariage d'une femme blanche, intellectuelle protestante avec un chef local était unique et très envié dans tout le Cameroun.
Claude Njiké-Bergeret est une intermédiaire entre les valeurs européennes et africaines. Elle a réformé l'éducation à Mfetom en introduisant davantage d'histoire locale dans ses leçons et plus de références au patrimoine des habitants. Depuis les années 1970, elle s'est donné pour but d'améliorer l'image de l'Afrique en France. En 1997 elle se fait connaître du public par la publication de son premier livre biographique Ma passion africaine, suivi par un deuxième en 2000 La Sagesse de mon village; traduits en allemand et anglais.
Ses livres donnent des vues originales des coutumes et de la culture des Bangangté.
Son décès est annoncé le 12 juillet 2016, ce qu'elle dément le lendemain sur Radio Équinoxe.

## Hommage
Claude Njiké-Bergeret a été présidente du jury de l'édition 2015 des Grands prix des associations littéraires.

## Œuvre

### Ouvrages littéraires
- Ma passion africaine, JC Lattès, 1997, 384 p. (ISBN 2290309796). Ouvrage autobiographique. Réédition "J'ai lu", no 4903, 2000.
- La Sagesse de mon village, JC Lattès, 2000, 220 p. (ISBN 2709620758). Ouvrage autobiographique[11].
- Agis d'un seul cœur, JC Lattès, 4 février 2009, 252 p. (ISBN 2709622432)

### Œuvre agropastorale
- Claude vit à Nku'Tchub[12] le long du Noun à 20 km de Bangangté où elle tient une plantation agricole entourée de proches[13].